# Ivans grusomme død
Ivans grusomme død er en dansk kortfilm fra 2017 instrueret af Simon Wasiolek.

## Handling
Denne artikel mangler et handlingsreferat. Hjælp os med at skrive det.

## Medvirkende
- Jacob Brick, Mads
- Ole Dupont, Gymnasielærer
- Mogens Hansen, Gymnasielærer
- Rikke Molgjer Højberg, Ivans datter
- Palle Kvist, Ivan
- Ditte Olin, Gymnasielærer
- Jesper Petersen, Gymnasielærer
- Sune Pilgaard, Gymnasielærer
- Lars Rasmussen, Gymnasielærer
- Christina Selden, Ivans kone
- Kim Wilde, Gymnasielærer